# When the Bough Breaks (ER)
When the Bough Breaks is de vierde aflevering van het vierde seizoen van de televisieserie ER, die voor het eerst werd uitgezonden op 16 oktober 1997.

## Verhaal
Dr. Greene verwaarloost zijn privéleven door de nasleep van zijn mishandeling en dit bedreigt zijn bezoekrecht aan zijn dochter Rachel. 
Jeanie Boulet mag, nadat haar hiv status bekend is geworden, geen medische handelingen meer uitvoeren. Als zij even alleen bij een patiënt is die spontaan een bloeding krijgt staat zij in dubio, moet zij hem laten overlijden of toch ingrijpen. Tot woede van dr. Weaver besluit zij in te grijpen door met haar hand de bloeding te stelpen. Haar ex-man Al heeft ook zo zijn problemen met zijn hiv status, hij wordt ontslagen van zijn werk.
Dr. Ross en dr. Del Amico hebben nog steeds strubbelingen in hun werkrelatie, dit kost een patiënt bijna het leven. Dr. Ross krijgt van dr. Weaver te horen dat hij meer onderzoeken moet publiceren om zo zijn baan veilig te stellen.
De SEH wordt overspoeld met gewonde kinderen, deze komen van een ongeval met een schoolbus.
Dr. Carter eist van dr. Benton dat hij hem niet langer behandelt als een student, maar als een gelijke. Ondertussen krijgen hij en dr. Del Amico weer nieuwe studenten, hij krijgt weer de kneus van de groep.
Een verslaavde vrouw baart haar baby op de SEH. De moeder beschuldigt Hathaway de baby te hebben laten vallen
Dr. Benton en Carla zijn opgetogen als zij hun zoon mee naar huis mogen nemen.

## Rolverdeling

### Hoofdrol
- Anthony Edwards - Dr. Mark Greene
- George Clooney - Dr. Doug Ross
- Noah Wyle - Dr. John Carter
- Eriq La Salle - Dr. Peter Benton
- Laura Innes - Dr. Kerry Weaver
- Alex Kingston - Dr. Elizabeth Corday
- Maria Bello - Dr. Anna Del Amico
- Gloria Reuben - Jeanie Boulet
- Michael Beach - Al Boulet
- Julianna Margulies - verpleegster Carol Hathaway
- Ellen Crawford - verpleegster Lydia Wright
- Lily Mariye - verpleegster Lily Jarvik
- Laura Cerón - verpleegster Chuny Marquez
- Conni Marie Brazelton - verpleegster Connie Oligario
- Montae Russell - ambulancemedewerker Dwight Zadro
- Emily Wagner - ambulancemedewerker Doris Pickman
- Lyn Alicia Henderson - ambulancemedewerker Pamela Olbes
- Brian Lester - ambulancemedewerker Brian Dumar
- J. P. Hubbell - ambulancemedewerker Lars Audia
- Lisa Nicole Carson - Carla Reese

### Gastrol
- Tracy Vilar - Doris
- Merrin Dungey - Daphina
- David Denman - Jeremy Willis / "Angel"
- Peter Flanders - motorrijder
- Mariska Hargitay - Cynthia Hooper
- Joel de la Fuente - medisch student Ivan Fu
- Justin Henry - medisch student James Sasser
- Nicholas Sadler - Ricky Melgato
- Christine Harnos - Jennifer Simon

en vele andere